# 贝朗日维尔-拉康帕涅
贝朗日维尔-拉康帕涅（法語：Bérengeville-la-Campagne，法語發音：[beʁɑ̃ʒvil la kɑ̃paɲ]）是法国厄尔省的一个市镇，位于该省中部略偏北，属于埃夫勒区。该市镇总面积9.19平方公里，2009年时的人口为284人。

## 人口
贝朗日维尔-拉康帕涅人口变化图示